# 华中科技大学出版社
华中科技大学出版社是华中科技大学的校办出版社，创建于1980年。目前社长是阮海洪。

## 出版
主要出版大学教材与教学参考书、学术著作、工具书、译著、音像制品、电子出版物和网络出版物。并在机械、计算机、电工电子、建筑、数学、文化素质、外语等学科门类形成出版优势。成立以来累计出版新书4000余种，电子音像出版物800余种，近500种（次）出版物获各级、各类优秀出版物奖励。2007年以来，年出新书800种，电子、音像近百种。是中国高等理工教材出版基地，被新闻出版署授予“全国良好出版社”称号。

## 历史沿革
- 1980年，华中工学院出版社成立
- 1988年，改名为华中理工大学出版社
- 2000年，改名为华中科技大学出版社
- 2007年，全国首批大学社转制试点，完成出版社改制，改名为华中科技大学出版社有限公司

## 历任社长
- 1998年~2006年，韦敏
- 2007年~今，阮海洪

## 出版资质
- 1980年，获图书出版权
- 2003年，获音像出版权
- 2004年，获电子出版权
- 2006年，获网络出版权

## 人力资源
2008年底员工总数200多人，其中硕士学位以上的占40%。